# BoomBox (gruppo musicale)
BoomBox (in ucraino БумБокс?, BumBoks) è un gruppo musicale ucraino formato nel 2004 dal cantante Andrij Chlyvnjuk e Andriy "Fly" Samoylo alla chitarra. Nell'aprile 2005 la band ha pubblicato il suo primo album, la cui registrazione ha richiesto solo 19 ore.
Le loro canzoni sono prevalentemente in ucraino, ma nei loro album e singoli compaiono anche canzoni in russo e inglese. Si sono esibiti in diverse città del paese, tra cui: Leopoli, Odessa, Kovel, Uzhhorod e a Kiev. La band si è esibita anche a livello internazionale, nell'Europa più ampia, negli Stati Uniti e in Canada.
Dall'annessione russa della Crimea nel 2014 la band ha smesso di esibirsi in Russia. In seguito all'invasione russa dell'Ucraina del 2022 la band ha posticipato un tour in Nord America, e tutti i suoi membri si sono arruolati nelle Forze di difesa territoriale. Chlyvnjuk ha registrato una versione a cappella della canzone popolare ucraina Oj u luzi červona kalyna a Kiev vestito in uniforme militare, postando il video sui social media; il brano è stato successivamente riconosciuto con lo YUNA, il principale riconoscimento musicale nazionale. I Pink Floyd hanno pubblicato il singolo Hey Hey Rise Up utilizzando la traccia vocale di Chlyvnjuk, pubblicato ad aprile 2022 in supporto all'Ucraina.

## Discografia
- 2005 – Melomanija
- 2006 – Family biznes
- 2008 – III
- 2010 – Vsë vključeno
- 2011 – Serdnij vik
- 2013 – Terminal B
- 2017 – Holyj Krol'
- 2019 – Tajemnyj kod. Rubikon, častyna 1
- 2019 – Tajemnyj kod. Rubikon, č. 2